# Arturo Maroni
Arturo Maroni (Firenze, 15 maggio 1873 – Montecatini Val di Cecina, 5 ottobre 1966) è stato un matematico italiano.

## Biografia
Laureatosi in matematica nel 1904 all'Università di Pisa con Eugenio Bertini, quale convittore pure della Scuola Normale Superiore dal 1901, fu, già a partire dal 1903, insegnante di matematica prima al Liceo Ginnasio di Padova, quindi negli Istituti Tecnici di Perugia, Napoli e, dal 1918, Firenze. 
Sotto sollecitudine di Francesco Severi, che molto apprezzava i suoi lavori in geometria, nel 1934 partecipò ad un concorso per la cattedra di geometria analitica e proiettiva dell'Università di Messina, ma, essendo risultato terzo (dopo Salvatore Cherubino e Pietro Tortorici), gli fu assegnata la cattedra dell'Università di Cagliari. Passò poi all'Università di Pavia, quindi, decaduto dall'insegnamento per le leggi razziali del '38, riprese la stessa cattedra nel 1948 all'Università di Firenze, dove rimase fino al collocamento a riposo, avvenuto nel 1953.
Le sue ricerche — che aveva iniziato già subito dopo la laurea — riguardarono soprattutto la geometria algebrica, in particolare le curve algebriche piane, le famiglie di curve gobbe e le superfici rigate, i sistemi di curve appartenenti a superfici algebriche. Pubblicò pure alcuni lavori sulla teoria dei gruppi. Si dedicò inoltre al problema della determinazione del numero massimo di punti doppi di una superficie algebrica immersa in spazi ambiente ordinari, ma senza risolverlo in modo completo.
Al contempo, non abbandonò mai l'insegnamento nelle scuole — che condusse con cura e abnegazione — e la relativa didattica, redigendo pregevoli testi di matematica, alcuni in collaborazione con Onorato Nicoletti.